# منزل شیخ‌الاسلامی
منزل شیخ الاسلامی مربوط به دوره پهلوی اول است و در مشهد، میدان شهدا، کوچه شهید هاشمی نژاد، پلاک ۸۷ واقع شده و این اثر در تاریخ ۲۲ مرداد ۱۳۸۴ با شمارهٔ ثبت ۱۳۱۰۷ به‌عنوان یکی از آثار ملی ایران به ثبت رسیده‌است.